# Burt Shotton
Pour les articles homonymes, voir Shotton.
Burton Edwin Shotton dit Burt Shotton, né le 18 octobre 1884 à Brownhelm Township (Ohio) aux États-Unis et mort le 29 juillet 1962, est un joueur américain de baseball évoluant en Ligue majeure de baseball de 1909 à 1923 comme joueur de champ extérieur. Sa carrière de joueur achevée, il devient manager, occupant ce poste dans trois franchises de la MLB entre 1928 et 1950. Premier manager permanent de Jackie Robinson en Ligue majeure, il remporte deux titres de champion de la Ligue nationale avec les Dodgers de Brooklyn.

## Carrière

### Joueur
Natif de Brownhelm Township, un township du Comté de Lorain (Ohio), le jeune Burton hérite du surnom de Barney en référence au pilote automobile Barney Oldfield. En Ligue majeure, il porte successivement les couleurs des Browns de Saint-Louis (1909, 1911-1917), Senators de Washington (1918) puis des Cardinals de Saint-Louis (1919-1923).
Bon spécialiste des vols de bases, il en accumule 293 en carrière. Ses meilleures saisons, 1912 (0,290 au bâton et 35 buts volés) et 1913 (0,297 au bâton et 43 buts volés), lui valent des citations lors du vote désignant le meilleur joueur de la saison en Ligue américaine : il termine 12e en 1912 et 14e en 1913.
Au début des années 1920, il tient le rôle de manager des Cardinals tous les dimanches à la place du très religieux Branch Rickey, qui respecte scrupuleusement le repos dominical. Rickey et Shotton sont amis de longue date. Ils évoluaient déjà ensemble chez les Browns de Saint-Louis de 1913 à 1915. 

### Manager
Sa carrière de joueur achevée, il devient entraîneur. Il occupe le poste de manager en Ligues mineures au sein de clubs-école des Cardinals, puis débute en Ligue majeure avec les Phillies de Philadelphie (1928-1933) avant de diriger les Reds de Cincinnati (1934) puis les Dodgers de Brooklyn (1947, 1948-1950). Chez les Dodgers, il retrouve son vieux complice Branch Rickey, manager-général.
Nommé en catastrophe à l'ouverture de la saison 1947 à la suite de la suspension pour un an du manager Leo Durocher, Shotton devient le premier manager permanent de Jackie Robinson en Ligue majeure. Il remporte le titre de champion de la Ligue nationale avec les Dodgers de Brooklyn en 1947, puis laisse, comme prévu, la place à Leo Durocher, de retour de suspension. Le 16 juillet 1948, Durocher signe chez les Giants de New York, permettant à Shotton de retrouver son poste de manager chez les Dodgers. Shotton et les Dodgers enlèvent un nouveau titre de la Ligue nationale en 1949. Shotton quitte les Dodgers à la suite de l'arrivée à la direction du club de Walter O'Malley.